# Socialliberalism
Socialliberalismen är en politisk ideologi som kombinerar liberala värderingar av individuell frihet och marknadsekonomiska principer med en tro på att det offentliga har en roll i att säkerställa ekonomisk jämlikhet, social rättvisa och sociala skyddsnät. Den klassiska liberalismen utgår från en negativ frihetsdefinition (d.v.s. att frihet uppnås när det inte finns några förbud eller tvång), medan socialliberalismen även rymmer en positiv frihetsdefinition. Där innebär frihet också att kunna uppnå sina egna mål, oavsett materiella begränsningar. Socialliberaler är vanligtvis för ett starkare socialt skyddsnät och större offentliga ingripanden i ekonomin (till skillnad från den renodlade liberalismen).  
Marknadsliberaler menar att marknaden fungerar bäst utan ingripande från det offentliga, medan socialliberaler anser att offentlig inblandning kan behövas för att få marknadsekonomin att fungera bättre, eller för att skydda samhällets mest utsatta. Socialliberalismen skiljer sig från socialismen i bland annat synen på kapitalism, omfattningen av gemensamt ägande och i vilken utsträckning ekonomisk jämlikhet ska eftersträvas.
I de flesta länder anses socialliberala partier återfinnas i mitten, eller strax till vänster/höger om mitten, på den politiska vänster-högerskalan. Några exempel på socialliberala partier i Europa är En Marche! som är ett franskt parti, Venstre i Norge, Radikale Venstre i Danmark,  Svenska folkpartiet i Finland och D66 i Nederländerna. I Sverige har Liberalerna varit det parti som främst förknippats med socialliberalism, men även Centerpartiet betecknar sig som socialliberala.
På engelska kallas socialliberalism ibland för modern liberalism eller new liberalism. Denna benämning ska inte förväxlas med den svenska termen nyliberalism, som på engelska kallas för neoliberalism.

## Rawls socialliberalism

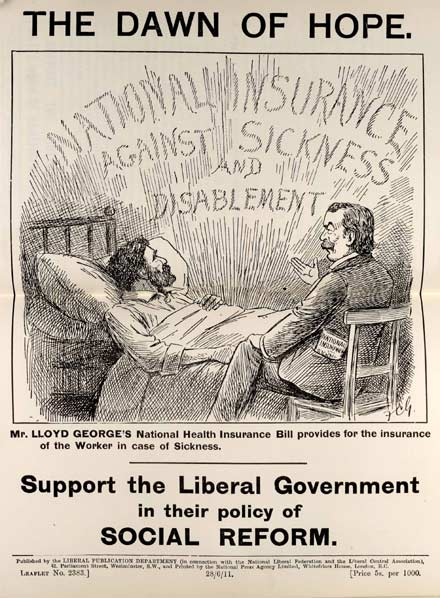
Flygblad från Liberala partiet i Storbritannien, 1911.

En av de viktigaste ideologerna inom modern socialliberalism är John Rawls. Rawls menar att det liberala samhällssystemet är det som naturligt skulle uppstå om man kunde placera en grupp människor i en så kallad ursprungsposition och be dem dra upp huvudlinjerna för ett samhälle. Ursprungspositionen innebär en tidpunkt ”före” samhället, där ingen av de inblandade på förhand vet vilken plats de kommer att få i det samhälle de skall utforma. Enligt Rawls skulle de då välja ett samhälle som uppfyller ett antal principer, nämligen:
- Varje människa har rätt till den största uppsättning grundläggande friheter som är förenlig med att alla har samma friheter.
- Sociala och ekonomiska ojämlikheter ska vara anordnade så att de gynnar de människor som har det sämst ställt.
- Alla yrken och ställningar skall vara öppna för alla människor att söka och diskriminering är ej tillåtet.

De friheter som den första principen talar om är exempelvis yttrandefrihet, föreningsfrihet, yrkesfrihet och liknande. Den första principen är alltså inte ett argument mot exempelvis skatt. I händelse av konflikt mellan principerna är den första viktigare än den andra, såvida förhållandena inte är sådana att folk ändå inte kan använda de friheter som första principen talar om (det skulle exempelvis kunna vara fallet i vissa väldigt fattiga länder).
Vissa har kritiserat Rawls för att inte placera även icke-mänskliga djur i ursprungssituationen. Tankeexemplet med ursprungssituationen kan dock enkelt modifieras så att även dessa tas med i beräkningen. Oavsett om man låter icke-mänskliga djur vara med eller inte så har vissa anammat ursprungssituationen men förnekat att den leder till Rawls principer, en del har hävdat att den istället leder till utilitarism, medan vissa accepterat Rawls principer men hittat en annan grund för dem.

## Historia
Socialliberalismen har delvis sina rötter i en rapport av den brittiska kungliga kommissionen, som kom 1842, vilken behandlade frågan om villkoren inom engelsk kolgruveindustri. Rapporten visade att det förekom både gravida kvinnor och barn i arbetsstyrkan, samt arbetstider som sträckte sig dygnet runt och dålig säkerhet.
Dessa resultat chockade hela det brittiska samhället och fick flera liberaler att kräva att staten skulle motverka all form av nöd och fattigdom hos arbetarna. Dessutom krävde man att staten skulle använda styrkemetoder för att förhindra monopolsituationer och utnyttjande av arbetare. Man hävdade att den politiska och sociala friheten måste stå över den ekonomiska.
Ideologin har också influerats mycket av filosofer såsom exempelvis John Stuart Mill som förespråkade individens frihet på utilitaristiska grunder. I sin skrift "Om frihet" utvecklar han bland annat skälen för yttrandefriheten och för begränsningen av handlingens frihet endast när andra genom handlingen skulle lida skada.
De tidigaste socialliberalerna var också mycket inspirerade av ekonomer som John Maynard Keynes som förespråkade en starkare statlig styrning av ekonomin än vad klassiska liberala ekonomer förespråkade. Efter 1970-talet har dessa ekonomiska teorier blivit mindre populära, vilket utomlands har minskat populariteten hos socialliberalismen.[källa behövs]
I Sverige var socialliberalismens starkaste ideolog Bertil Ohlin, som förespråkade "fri ekonomi med socialt ansvar", en politik med mindre statlig ekonomisk styrning än socialliberalismen utomlands. Begreppet har därför behållit sin popularitet mer i Sverige än utomlands.[källa behövs]

## Sverige
I Sverige kännetecknas socialliberalismen främst av social reformvilja och avvisande av socialistiska förslag om förstatligande. Benämningen infördes på 1930-talet för att beteckna den politik som företräddes av Folkpartiet, sedermera namnändrat till Liberalerna. Centerpartiet betecknar sig själva socialliberala.
Statsvetarprofessorn Johan Hinnfors menade 2017 att olika varianter av socialliberalism länge har präglat den svenska inrikespolitiken, där socialdemokrater och borgerliga partier balanserat och påverkat varandra. Enligt samme Hinnfors (2022) har Socialdemokraterna under en längre tid dragit sig åt socialliberalism.
När Moderaternas dåvarande partiledare Fredrik Reinfeldt lanserade namnändringen till Nya Moderaterna rörde sig partiet in mot den politiska mitten. Fredrik Reinfeldts försvar av välfärden förflyttade Moderaterna närmare socialliberalismen.